# Чынпхён
Чынпхён (кор. 증평군?, 曾坪郡?, Jeungpyeong-gun) — уезд в провинции Чхунчхон-Пукто, Южная Корея.

## География
Чынпхён расположен в северо-западной части провинции Чхунчхон-Пукто, в 95 км к югу от Сеула (по скоростной трассе) и в 22 км к северо-востоку от Чхонджу. Это единственный уезд в провинции, не граничащий с другими провинциями Южной Кореи.

### Рельеф
Территория уезда (81.84 км²) имеет вытянутую с севера на юг форму (длина 33.77 км, ширина 22 км). 
Характерны:
- Центральная равнина — сельскохозяйственные угодья (70% площади).
- Окаймляющие холмы:  На востоке — граница с Квесаном (высота до 300 м). На западе — отроги горы Исонсан (이성산, 522 м).

- Горные массивы: Чвагусан (좌구산, 724 м) на южной границе. Тхутасан (두타산, 409.5 м) на северо-западе.

- Водные ресурсы:  Водохранилище Воннамче (원남제) на севере. Река Миан (미안천) — приток Гымган.

### Климат
Умеренный муссонный (среднегодовая температура +12 °C):
- Лето (июнь–август): +23...+28 °C, обильные осадки (70% годовой нормы).
- Зима (декабрь–февраль): -5...+3 °C, редкие снегопады.
- Весна/осень — ясная погода, идеальны для фестивалей.

### Транспортная доступность
- Автомобильные дороги:
- Национальное шоссе №34 (Чхонджу–Чынпхён–Квесан)  Выход на Чунъанскую скоростную дорогу (развязка "Чынпхён").

- Железная дорога: Линия Чунбу (время до Сеула — 1 ч 40 мин).

- Удалённость от городов:

| Город   | Ж/д расстояние | Автодорога            |
| ------- | -------------- | --------------------- |
| Чхонджу | 25.24 км       | 21.9 км               |
| Чхунджу | 46.1 км        | 47.9 км               |
| Сеул    | 166.4 км       | 95 км (по скоростной) |

## История
Чынпхён имеет сложную историю административных преобразований. До 2003 года территория уезда входила в состав соседних регионов:
- 1914 год: В ходе реорганизации административных границ Японской империи:  Территории бывшего уезда Чхонан (26 деревень южного района, 2 деревни северного района, деревня Хвелён внутри уезда) объединены с уездом Квесан.  К ним добавлены части деревень Чходжун и Кымдэ из уезда Чхонджу.  Новый район назван Чынпхён (кор. 증평) — комбинация иероглифов из названий исторических областей Чынчхон (曾川) и Чанпхён (莊坪).

- 1949 год: 13 августа Чынпхён получил статус **посёлка** (ып) из-за роста населения.

- 1966 год: 1 января Чынпхён-ри разделён на три новых административных села (Кёдон, Чундон, Тэдон), увеличив число районов с 11 до 14.

- 1973 год**: 1 июля к Чынпхёну присоединена деревня Чходжун из уезда Чхонвон — теперь 15 районов.

- 1990 год: 31 декабря создана **Административная канцелярия Чынпхён** (증평출장소) в составе уезда Квесан, включающая посёлок Чынпхён и волость Тоан.

- 2002 год: 2 января Чынпхён-ри разделён ещё на 5 районов (Синдон, Чхандон, Нэсон, Чандон, Чынчхон) — всего 20 районов.

- 2003 год: 30 августа канцелярия преобразована в самостоятельный уезд Чынпхён, отделённый от Квесана (состав: 1 посёлок, 1 волость).

### Современный статус
С 2003 года Чынпхён — самый молодой уезд провинции Чхунчхон-Пукто. В 2020-х годах здесь активно развивается инфраструктура, включая транспортные узлы и агротуристические комплексы

## Достопримечательности
- Ежегодный Фестиваль груши Чынпхён (проводится в сентябре)
- Буддийский храм Сонъамса
- Экологический парк вдоль реки Миан

## Образование
В уезде расположены:
- Колледж Чынпхён
- 12 общеобразовательных школ

## Известные уроженцы и жители
- Пак Поён — южнокорейская актриса
- Ким Хён Джун — политик, бывший член Национального собрания

## Города-побратимы
Чынпхён является городом-побратимом следующих городов:
- Гуаннань, Ляньюньган, провинция Цзянсу, Китай (с 1997)
- Камикава (префектура Хоккайдо), Япония (с 2012)